# Diploglossus owenii
Espèce
Diploglossus owenii est une espèce de sauriens de la famille des Diploglossidae.

## Répartition
Cette espèce se rencontre au Mexique et au Guatemala.

## Étymologie
Cette espèce est nommée en l'honneur de Richard Owen.

## Publication originale
- Duméril & Bibron, 1839 : Erpétologie Générale ou Histoire Naturelle Complète des Reptiles. vol. 5, Roret/Fain et Thunot, Paris, p. 1-871 (texte intégral).